# Musseromys gulantang
Musseromys gulantang és una espècie de mamífer rosegador de la família dels múrids. És endèmic de l'illa de Luzon (Filipines).

## Descripció

### Dimensions
És un rosegador de petites dimensions, amb una llargada de cap i cos de 77 mm, una llargada de la cua de 101 mm, una llargada del peu de 20 mm, una llargada de les orelles de 16 mm i un pes de 15,5 g.

### Descripció
El pelatge és curt, espès i suau. Les parts dorsals són de color rovell, mentre que les parts ventrals són de color taronja brillant. El cap és gros i ample i el musell és curt. Els ulls són relativament petits. Les orelles són llargues, amples i amb l'extremitat arrodonida. Les vibrisses són inusualment llargues. La cua és més llarga que el cap i el cos, és marró fosca, coberta per aproximadament 16-17 files d'escates per centímetre i acaba en un floc de llargs pèls. A la palma de les mans hi ha coixinets molt grans que en cobreixen gairebé tota la superfície. Els peus, llargs i amples, tenen coixinets ben desenvolupats a la planta.

## Biologia

### Comportament
Probablement és una espècie arborícola i nocturna.

## Distribució i hàbitat
Aquesta espècie és coneguda només al Mont Banahaw, a la part meridional de l'illa de Luzon, a les Filipines.
L'únic exemplar conegut fou capturat als boscos madurs a 620 metres d'altitud.